# Salon d'Automne

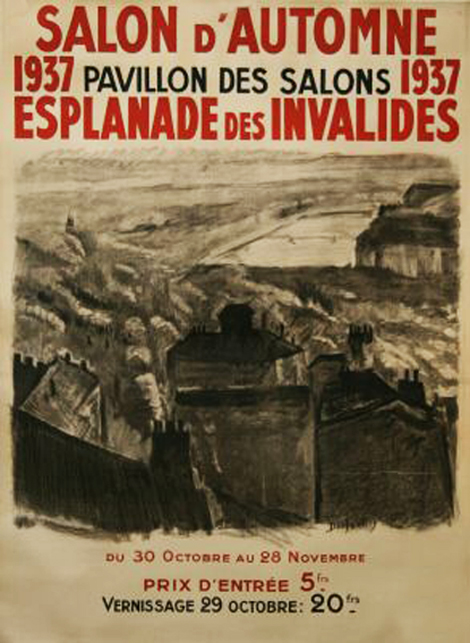
Vue de Lyon, ilustração de Georges Dufrénoy para o cartaz de 1937.

O Salon d'automne (pt: Salão de Outono) é uma exposição de arte realizada anualmente em Paris desde 1903.

## História
O Salon d'automne foi criado por inciativa do arquitecto e entusiasta das artes Belga Frantz Jourdain, presidente também do sindicato dos críticos de arte, a par de alguns dos seus amigos como os arquitectos Georges Desvallières e Hector Guimard, os pintores Eugène Carrière, Victor Charreton, Félix Vallotton, Édouard Vuillard, Adrien Schulz, e o decorador Jansen. A primeira edição foi aberta ao público em 31 de Outubro de 1903 no Petit Palais.
A iniciativa pretendia oferecer um espaço de divulgação a jovens artistas, ao mesmo tempo que divulgava o impressionismo ao público em geral.
A escolha do Outono foi intencional. Não só permitia aos artistas apresentar os pequenos formatos realizados no exterior durante o Verão, como também se demarcava dos dois outros grandes salons da época – o da Société nationale des beaux-arts e o Salon des artistes français – ambos realizados durante a Primavera.
O Salon d'automne distingue-se pela sua multidisciplinaridade artística, coexistindo a exibição de pintura , escultura, desenho, gravura, artes aplicadas e, desde 1904, a fotografia.

## Localização
A partir de 1904, o salon deixa o Petit Palais e passa a ter lugar no Grand Palais, apenas interrompido em 1937 para a realização da Exposição Universal, tendo nesse ano sido realizado na Esplanade des Invalides. Actualmente realiza-se na Avenida dos Campos Elíseos.